# Горохова вулиця
Горо́хова вулиця — одна з центральних магістралей у центрі Санкт-Петербурга. Є кордоном між Центральним і Адміралтейським районами міста. Горохова вулиця проходить від Адміралтейського проспекту до Піонерської площі (колишнього Семенівського плацу).
Це один з трьох променів, що розходяться від центральної вежі Адміралтейства.
Три промені — разом із Вознесенським проспектом і Невським проспектом, які планувались Петром Єропкіним як основний ансамбль для забудови міста на лівому березі Неви після пожеж 1736—1737 років.

## Історія
Первинно мала назву Середньої перспекти́ви (Невський проспект — Велика перспекти́ва, Вознесенський проспект — Ма́ла перспекти́ва). З середини XVIII століття носила одразу три імені — 2-й (другий) Адміралте́йський проспе́кт, 2-га (друга) Перспекти́вна ву́лиця або Адміралте́йська ву́лиця.
Нинішню назву вулиця отримала після 1756 року, коли купець Гаррах (в народі Горох, Горохов) побудував на ній кам'яний дім та відчинив лавку.
У будинку № 2 Гороховою вулицею з 1918 року знаходилась Всеросійська надзвичайна комісія Ради народних комісарів у боротьбі з контрреволюцією й саботажем (ВНК), яку очолював Ф. Е. Дзержинський. Того ж року вулицю перейменували на Коміса́рівську, а згодом 1927 року — на ву́лицю Дзержи́нського. Попередню назву — Горохова — повернули 1991 року.
У радянські часи існували плани з продовження Горохової вулиці за Піонерську площу (Невський продовжився Заневським проспектом, а Вознесенський та Ізмайловський — Новоізмайловським). З цією метою рівно навпроти Горохової вулиці проклали Софійську вулицю. Також у Волковому на цій осі побудували будинки № 2 й 4 на Волковському проспекті, а також № 20, 22 й 24 на вулиці Салова. Траса пройшла б через Волковський цвинтар, а також через цілі квартали знесених старовинних будинків у районі станції метро «Обвідний канал». Однак масштабні плани реалізовано не було.
26 листопада 2010 року Горохову вулицю від Загородного проспекту до Адміралтейського проспекту закрито на капітальний ремонт, який планують завершити у вересні 2011 року.
Назва вул. Горохова зустрічається у класичній літературі «Что делать?» Чернишевського, «Обломов» Гончарова, Достоєвського.

### Історія перейменувань
- Середня перспектива (1730-ті — 1750-ті)
- Адміралтейська перспектива, Семенівська перспектива (1750-ті — 1770-ті)
- Горохова вул. (1770-ті — жовтень 1918)
- Комісарівська вул. (жовтень 1918 — 13.01.1927)
- вул. Дзержинського (13.01.1927 — 04.10.1991)
- Горохова вул. (з 04.10.1991)[2]

Інші назви вулиці:
- Адміралтейський проспект (1828—1840)
- Адміралтейська вул. (1828—1846)
- Середня Адміралтейська перспектива (1766—1801)
- Графський пролом (1758—1793)
- Семенівський проспект[3]

## Будівлі і споруди Горохової вулиці

### 1—10
- Горохова вулиця, 1 — Будинок купця І. Г. Щербакова (І. П. Кутайсова, Г. П. Гампса). 1781 р., 1801 р. (Горохова вул., 1/Адміралтейський пр., 8) — Роки будівництва: 1780—1790, 1899 р. — архітектор Голі фон Г. Г., стиль — класицизм. 
 — У будинку (Крюковської) знаходився перший в місті магазин «гумілістичних» (резинових) виробів. 
 — Трактир першого класу «Місто Лондон».
- Горохова вулиця, 2/6 — (Горохова вул, 2/Адміралтейський пр., 6). Будинок Фітінгофа. Будинок губернських присутствених місць.

Пам'ятка архітектури класицизму. Зведений 1788—1790 років для президента Медичної колегії Івана Фітінгофа. Категорія охорони: Федеральна
- - 1788—1790, архітектор Джакомо Кваренгі
  - 1803(4), частково перебудований, архітектор Олександр Михайлов Перший
  - 1876, змінено інтер'єри, архітектор Карл Андерсон

Стиль — класицизм 
 — Петербурзька палата кримінального суду 
 — у 19 столітті знаходилось Управління Градоначальника 
 — Охоронне відділення (1906—1909) (керівник Герасимов О. В. було центром політичного розшуку, розміщувалось у будівлі Градоначальства). Управління Відділення з охорони громадської безпеки й порядку при градоначальстві 
 — Петро НК (ПНК) місцевий орган ВНК (створено 10.03.1918). ВНК РНК РРФСР 
 — Працював Фелікс Дзержинський до березня 1918 року — Меморіальна дошка «У цьому бцдинку з 7 (20) грудня 1917 року до 10 (23) березня 1918 року знаходилась Всеросійська Надзвичайна Комісія у боротьбі з контрреволюцією й саботажем, яку очолював видатний діяч Комуністичної партії та Радянської держави, найближчий соратник Леніна В. І. — Фелікс Едмундович Дзержинський» 1959. Архітектор Михайло Єгоров, скульптори Олексій Далиненко, Володимир Татарович, Григорій Ястребенецький. Матеріали: граніт, вапняк. 
 — У 1974—1990 роках був меморіальний музей-кабінет Дзержинського 
 — З 1994 року Музей історії політичної поліції (меморіальна експозиція) 
 — Революціонер Віра Засулич, (1849—1919) стріляла у петербурзького градоначальника Федора Трепова у будівлі Управління петербурзького градоначальства 
 — Ленінградське управління Міліції до 1934 (переїхало на Літейний пр., 4) (Ленінградське відділення ОДПУ)
 — Іван Пущін служив у 1823 році у Петербурзькій палаті кримінального суду 
 — Кондратій Рилєєв жив у 1821—1824 роках
 — У Охоронному відділенні була в'язниця, арештні приміщення ПетроНК
 — У Лютневу революцію 1917 року була спроба генерала С. С. Хабалова і Петроградського градоначальника О. П. Балка організувати спротив з будівлі градоначальства, але вона провалилась.
 — Церква святого Миколи Чудотворця при Управлінні градоначальства й столичної поліції. Після переїзду 1876 року до цієї будівлі сюди перенесли церкву з будинку воєнного губернатора (потім обер-поліцмейстера) 

за іншими джерелами:
 — У 1786 році — ділянку було подаровано генерал-майору О. П. Єрмолову Катериною II
 — У 1788 р. — О. П. Єрмолов продав землю президенту Медичної колегії Фітінгофу 
 — У 1788 році — для І. Ф. Фітінгофа Джакомо Кваренгі збудував будинок (міський маєток без саду, але з двором)
 — Після смерті І. Ф. Фітінгофа у 1792 році наступним власником будинку став граф Олександр Самойлов, племінник Г. О. Потьомкіна
 — У 1804 році — будинок куплено до казни. Він отримує назву — Будинок губернських присутствених місць. 
 — З січня 1821 до березня 1824 року у цій будівлі засідателем кримінальної палати служив Кондратій Рилєєв
 — У 1830-х роках тут знаходились: Губернське правління, Казенна палата, Палата кримінального суду, Палата цивільного суду, Надвірний суд, Земський та повітовий суди, Наказ громадського догляду, Губернський землемір та його креслярська, Губернська друкарня, Повітове казначейство, грошові сховища та рахункова, архіви Губернського правління, Казенної палати й судових палат, гауптвахта, арештні приміщення, в тому числі для жінок, квартири чиновників і молодшої обслуги, Губернська рекрутська присутність (1831—1874), Санкт-Петербурзький фізикат (1786—1868) 
 — У 1840-х роках провели перебудову внутрішніх приміщень 
 — У 1866—1901 роках тут знаходилось Санкт-Петербурзьке охоронне відділення.
 — У 1877—1880 роках було здійснено капітальний ремонт і перебудову інтер'єрів (архітектор К. К. Андерсен). Тут розташувалось Санкт-Петербурзьке градоначальство і церква на 4-му поверсі. 
 — У 1890 році знову перебудували інтер'єри будівлі (міський дільничний архітектор Олександр Павлович Максимов)
 — Після Жовтневої революції будівлю зайняла Всеросійська надзвичайна комісія у боротьбі з контрреволюцією й саботажем (ВНК), яку очолював Ф. Е. Дзержинський, після переїзду ВНК до м. Москви у 1918 році, було організовано Петроградську НК, головою якої став Мойсей Урицький, потім Гліб Бокій. У 1922 році за постановою ЦВК було створено Об'єднане Головне політичне управління (ОДПУ), до якого перейшли функції НК.
 — У 1920-х роках в будинку розташовувалась Комісія з цивільних справ, якою керував Климент Ворошилов 
 — У 1930-х роках будинок став житловим 
 — 25.02.1974 було відкрито меморіальний музей-кабінет Ф. Е. Дзержинського, філія музею ВЖСР. Нині тут Державний музей політичної історії Росії, філія «Горохова-2»
 — У 1970-1980-х роках — будівля Головленінградбуду, Управління автоматизованої системи планування, контролю й регулювання будівництва з ІОЦ і центральною диспетчерською.

Фасади чотириповерхового будинку виконані у класичному стилі, центральна частина головного фасаду (з боку Адміралтейського пр.) виділена ризалітом з десятьма коринфськими колонами на рівні третього та четвертого поверхів. По центру будівлі розташовано головний вхід. Над входом, на рівні третього поверху — балкон, відгороджений балюстрадою з фігурними балясинами. Цокольний поверх із двору облицьований путилівською плитою, з вулиці — гранітом. Вікна другого поверху декоровані замковим камінням, над вікнами третього поверху сандрики у вигляді прямих карнізів. Пізніше на дворових флігелях надбудували п'ятий поверх.
- Горохова вулиця, 3 — Прибутковий дім Другого російського страхового товариства

Стиль — неокласицизм 
 — 2-е Російське страхове від вогню товариство відкрито 1835 року 
 — У 1912—1915 роках, архітектор Олександр Кенель
- Горохова вулиця, 4 — Прибутковий дім страхового товариства «Саламандра» (1908—1909, архітектор Маріан Перетяткович (1872—1916), за участі Миколи Верьовкіна). Генеральне консульство Румунії.

Стиль — неокласицизм (з елементами модерну) 
 — Артистка балету Агрипина Ваганова, (1879—1951) жила у 1937—1951 роках — меморіальна дошка «Тут з 1937 року до 1951 року жила Агрипина Яківна Ваганова, професор, крупний діяч радянської хореографії». 1958. Архітектор Михайло Єгоров Матеріал — мармур, у 1990-ті — замінено на гранітну.
 — Композитор Ісак Дунаєвський, (1900—1955) жив у 1936—1941 роках — меморіальна дошка «У цьому будинку з 1936 року до 1941 року жив і працював видатний композитор Ісак Осипович Дунаєвський» 
 — Співак Іван Єршов, (1867—1943) жив у 1931—1941 роках — меморіальна дошка «У цьому будинку з 1931 по 1941 роки жив великий російський співак, професор Ленінградської консерваторії, народний артист СРСР Іван Васильович Єршов». 1989. Архітектор Левон Бадалян Матеріал — граніт. 
 — Співачка Софія Преображенська, (1904—1966) жила у 1937—1966 роках — меморіальна дошка «У цьому будинку з 1937 по 1966 роки жила народна артистка СРСР, лауреат Державних премій СРСР, професор Софія Петрівна Преображенська». 1971. Архітектор Попов В. Д. Матеріал — граніт. 
 — Балерина Галина Уланова, (1910—1998) жила у цьому будинку. 

Фасад облицьовано гранітом з двома симетричними двоярусними еркерами. Інші елементи фасаду: гірлянди, вінки, маски, медальйони з жіночими фігурами з білого мармуру. Над в'їздом у двір розміщено зображення саламандри.
- Горохова вулиця, 5 — Прибутковий дім С. В. Орлова-Давидова.

Стиль — модерн 

Будівля була зведена у XVIII столітті, перебудовувалась 1834 року. Перебудова 1904 року здійснювалась за проектом А. Грубе. 
 — У лютому 1842 року сюди переїхав Михайло Глинка Тут Глинка завершував написання опери «Руслан і Людмила». У червні 1844 р. він поїхав до Парижу 
 — У 2001 році будинок було включено до «Списку знову виявлених об'єктів, що являють історичну, наукову, художню чи іншу культурну цінність»
- Горохова вулиця, 6 — Будинок страхового товариства «Саламандра».[6]

1908—1911 роки, архітектор Микола Верьовкін. Стиль — неокласицизм 
 — Школа МДБ, меморіальна дошка Алієву, що в ній навчався. «У цьому будинку, у вищій школі МДБ СРСР у 1949—1950 роках навчався видатний державний діяч, президент Азербайджанської республіки Гейдар Алієвич Алієв» Фото [Архівовано 7 червня 2013 у Wayback Machine.] 
 — У 1846 створено Страхове товариство «Саламандра»
- Горохова вулиця, 7 — (Горохова вул., 7/М. Морська вул., 15) Будинок Клоссена. Будівля Російського страхового товариства/Будівля Російського товариства страхування від вогню

Початок 19 століття, перебудовано 1882 року (архітектор Андрій Гун), надбудовано 1912 р. (інженери Олексій Веретенніков і Бенціон Ліпавський) 
 — На початку 19 століття це був триповерховий будинок таємного радника Клоссена 
 — У 1867 році створено Російське страхове від вогню товариство 
 — Ресторан Андріє. Відкрито на початку 1820-х років французом Андріє ((трактир) 1-го класу). У 1829 році Андріє поїхав на батьківщину й продав ресторан Дюме 
 — Ресторан Дюме. Тут багаторазово бував Олександр Пушкін (1829—1840-ті) й тут само 1834 року він познайомився з Ж. Дантесом 
 — У 1882 році будівлю перебудовано (архітектор Андрій Гун, його брат був одним із засновників Російського товариства страхування від вогню) 
 — У 1895 році Російське товариство страхування від вогню змінило назву на Російське страхове товариство й також почало страхувати транспортні засоби 
 — У 1912 році інженери Олексій Миколайович Веретенніков та Бенціон Абрамович Ліпавський надбудували будівлю.
- Горохова вулиця, 8 — (Горохова вул., 8/М. Морська вул., 13) Прибутковий дім Гіллерме. Будинок Ротіна

1834 р архітектор Гаральд Боссе, перебудовано у 1875—1877 роках, архітектор Іван Маас). Стиль — еклектика 
 — Ресторан «Відень» (інші назви «Віденський трактир»/«Інтернаціональний ресторан»/«Ресторан І. Соколова») 

Відкрито підприємцем Ф. І. Ротіним у 1870-х роках у його будинку 

Постійними відвідувачами ресторану були письменники: Аркадій Аверченко, Леонід Андреєв, Максим Горький, Олександр Купрін, Олексій Толстой, поети: Олександр Блок, Сергій Городецький, співак Федір Шаляпін й ін. 
 — У 1884 році при ресторані відкрито «Новий шаховий клуб» 
 — Будинок, де жили: у 1893 році— композитор Петро Чайковський, у 1923—1926 роках— воєначальник Василь Блюхер, у 1926—1930-х роках— балерина Галина Уланова, письменник Іван Тургенєв у 1851—1852 роках 
 — Меморіальна дошка. «Пётръ Ильичъ Чайковский родился 25го апреля 1840го года въ Вятской губернії на Воткинскомъ заводе. Скончался в этомъ доме 25го октября 1893го года». Відкрита 1911 року, одна з перших дощок, присвячених людині (в Росії), архітектор Леонтій Бенуа 
 — У другій половині 19 століття будинок було надбудовано одним поверхом 
 — У 1903 році новим власником ресторану «Відень» став І. С. Соколов (відкритий 31.05.1903) 

Ресторан «Відень» був на бельетажі з вікнами на Горохову вул., потім було зроблено 19 окремих кабінетів, на стінах були розвішані малюнки й автографи знаменитих відвідувачів.
З початком Першої світової війни (1914—1918 рр.) ресторан петербуржці стали називати «Ресторан Івана Соколова». Після революції закрито, відновив діяльність 1993
- Горохова вулиця, 9 — Прибутковий дім Жеребцової (1852—1854) архітектор Іполит Монігетті (1819—1878)

Стиль — необароко, надбудовано. 
 — 1912 р. Крамниця «Дитяче взуття» В. Євстифеєва 
 — 1914 р. Торговий дім «Ю. Мартенс» 
 — У 2001 році будинок включено до «Переліку знову виявлених об'єктів, що являють історичну, наукову, художню чи іншу культурну цінність»
- Горохова вулиця, 10 — Будинок княгині Голіциної Н. П. Будинок військового міністра князя Чернишова. Будинок Пікової дами

Перебудовано у 1839—1840 роках. Архітектор Олександр Тон 
 — У 19 столітті жила знаменита княгиня Наталія Петрівна Голіцина 
 — Після смерті княгині Голіциної будинок було придбано казною для військового міністра Чернишова 
 — У 1839—1840 роках перебудований (О. Тон) 

Після перебудови перший поверх залишився без змін, будівля стала вищою, збільшили вікна бельетажу, змінили характер наличників, на фасаді додали скульптурний пояс й чавунні золочені ґрати, оскільки будинок залишався казенним — на фронтоні герб. Також були змінені внутрішнє планування й оздоблення. 

На думку літературознавців, княгиня Н. П. Голіцина послужила для О. С. Пушкіна прообразом старої-графині у «Піковій дамі». Вона прожила до глибокої старості й померла 1837 року у віці 94 років у цьому будинку. 

Опис будинку у повісті відповідає реальній обстановці у будинку. «Просторий вестибюль. Парадні мармурові сходи ведуть до каміну на майданчику. Над ним високе півциркульне дзеркало, а в ньому невеличкий круглий годинник. Римські цифри на циферблаті наполовину стерті. Внизу напис: Leroy Paris.» 
 — У 1852 році до 25-річного ювілею Чернишова на посту військового міністра казенний будинок було передано йому у довічне й спадкове володіння.

### 11—20
- Горохова вулиця, 11 — Будинок Лерха. Будинок Єлисеєвих. Будинок Комедії Зигмунта.

Зведений 1745 року, надбудований та перебудований у 1838 році (архітектор Карл Реймерс). Стиль — класицизм, бароко. 
 — У 1730-х роках працівник цегляних заводів Полунін Гаврило Дмитрович хотів побудувати будинок на цьому місці, але не побудував. 
 — Місце віддали під будівництво театральної будівлі (однієї з перших у місті), яку обіцяв побудувати німецький артист Яган Зіхмунт 
 — У 1745 році будинок було перебудовано (в дусі ранніх робіт Растреллі або Чевакінського) 
 — Після смерті Зіхмунта у 1750 році його вдова Марія-Єлизавета заклала будинок. Його викуплено не було. 
 — У подальшому будинок належав: вдові підполковниці Марфі Єлагиній. У 1755 році було дано оголошення про продаж, далі купцям Василю Портеру, Луї Фоконьє, у 1781 році його придбала фрейліна Наталія Наришкіна (дружина полковника Слов'янського гусарського полку Івана Антоновича Соллогуба). 
 — У 1820-х роках будинок належав Кусовнікову. Музичний магазин Ріхтера. 
 — Наприкінці 1830-х років будинок був придбаний лікарем очей В. В. Лерхом. 
 — У 1838 році будинок було надбудовано (архітектор Карл Реймерс за схваленням архітектора П. П. Жако). У дворі збудували 5-ти, 6-ти-поверхові флігелі. 
 — Будинок, де у 1840—1841 роках жив письменник і філософ Олександр Герцен. 
 — Ресторан «Лерхе» відкрито 1843 року Густавом Лерхе (1787—1876) чиновником Військового міністерства. Перебудовано 1838 р., архітектор П. П. Жако за участі К. І. Реймерса. 

«Славився» офіцерськими посиденьками. У вірші «Говорун» Микола Некрасов згадував його. 
 — З кінця 1840-х років до 1917 року власниками будинку були Єлисєєви. 
 — У 1840 році тут жив фотограф Сергій Левицький (1819—1898) 
 — У 1840—1841 роках у квартирі 21 жив письменник Олександр Герцен (1812—1870) 
 — «Літературна газета» друкувалась у друкарні К. К. Края (Горохова вул., ділянка будинку 11). 
 — Поет Адам Міцкевич (1798—1855). Поема «Конрад Валленрод» і збірка «Поезія» віддруковані у друкарні К. К. Края. 
 — Була тут фруктова лавка купців Смурових.
 — У 1896—1915 роках жив письменник Микола Тихонов. 
 — На будинку була реклама торгового дому «Ф. Бутц». 
 — У 1955 році установлена меморіальна дошка «У цьому будинку у квартирі № 21 у 1840—1841 роках жив Олександр Іванович Герцен». 
 — У 2003 році відкрили готель «Комфорт». 
 — У 2005 році відкрито Герцен Хаус готель.
- Горохова вулиця, 12 — Будинок І. Штрауха. Будинок генерала Загряжського

Зведений 1740 року, надбудований у 1760-х роках та 1839 році. Стиль — класицизм
 — У 1736—1737 роках ділянку віддали секретарю військової морської команди Пімену Пареному.
 — З початку 1740-х років власником ділянки був генерал Загряжський.
 — Був погреб з винами купця Міттендорфа.
 — Потім будинок належав: сенатору Д. В. Волкову, А. В. Олсуфьєву.
 — У 1760-х роках будинок надбудовано одним поверхом.
 — У 1784 році Олсуфьєв помер, й будинок придбав Григорій Максимович Походяшин.
 — У 1789 році будинок придбав обер-прокурор Сенату Олександр Миколайович Зубов.
 — Потім будинок перейшов до дружини брата Г. М. Походяшина — Кароліни Антонівни (сестри директора ліцею Енгельгардта).
 — Наприкінці 1790-х років належав барону Григорію Олександровичу Строганову.
 — У 1820—1860-х роках будинком володіли аптекар Іван Штраух та його нащадки.
 — 1839 будинок надбудовано до четвёртого поверху.
 — У 1840-х роках в будинку Штрауха члени гуртка петрашевців П. Д. Антонеллі й Фелікс Толль винаймали мебльовану квартиру.
 — У 1850-х роках тут знаходилась фабрика меблів Гамбса.
 — Крамниці:
- музичних інструментів фабриканта Коха,
- бенгальські лампи, (перша медаль на всесвітній виставці у 1851 році, винайдені хазяїном крамниці П. Штанге)
- хірургічні інструменти Л. Рооха.
- Горохова вулиця, 13 — (Горохова вул., 13/Велика Морська вул., 28) Прибутковий будинок. Будинок генерала І. Ф. Тутолміна.

Стиль — еклектика. Двічі перебудував архітектор Павло Сюзор. Будинок та флігелі було надбудовано.
 — У 1736 році було відведено ділянку таємному раднику Василю Новосильцеву.
 — З 1860-х років будинок належав Івану Тутолміну.
- Горохова вулиця, 14 — Прибутковий будинок Вороніна. Будинок Жадимировського

Стиль — еклектика. Зведено за планами П. Єропкіна, складеними до 1738 року. У 1867—1868 роках здійснено перебудову, надбудову та зміну фасаду, архітектор Гедіке. У 1893—1894 роках — перебудова, військовий інженер Донченко
 — Зведено на ділянці колишньої Морської слободи.
 — З боку Горохової вул. було побудовано службовий флігель.
 — На плані Соколова, Горихвостова й Сент-Ілера (1760—1770-ті роки) будинок був одноповерховим на високому підвалі.
 — У 1824 році тут відкрилось перше у Петербурзі «довідкове місце» (приймали оголошення, давали довідки).
 — У 1830-х роках будинок належав представнику відомої купецької родини Петру Жадимировському.
 — винаймав приміщення дамський кравець і корсетний майстер М. Зегер.
 — Розміщувалась центральна гомеопатична аптека Ф. Бахмана (надсилала поштою бажаючим готові аптечки).
 — У 1832—1833 роках жив О. С. Пушкін (у квартирі з 12 кімнат зі службами (конюшня, сарай для екіпажів, сарай для дров, льодовик, горище за 3 тис. руб. на рік).

Тут він створив останню главу повісті «Дубровський», приступив до написання «Капітанської дочки» й у цей самий час з'явилось перше повне видання роману у віршах «Євгеній Онегін».
 — У 1844 році по смерті Жадимировського, власницею будинку стала його вдова Єлизавета Степанівна з дітьми (три дочки й син Олексій).
 — До 1860-х років будинок був триповерховим.
 — У 1860—1870-х роках будинок належав чинному статському раднику Олександру Степановичу Вороніну.
 — У 1868 році було надбудовано четвертий поверх та змінено фасад будівлі (архітектор Гедіке).
 — У 1893—1894 роках будинок було перебудовано (інженер-капітаном Донченком).
 — Наприкінці 19 століття будинок придбав Домінік Якович Ріц-а-Порто (виходець зі Швейцарії, хазяїн кафе «Домінік» на Невському пр., 24).
 — З початку 20 століття будинком володіло «Російське товариство страхування капіталів і прибутків».
 — У 1909 році тут знаходилась контора підрядника будівельних робіт Карла Осиповича Гвіді.
 — Після Лютневої революції тут розміщувався Кримінальний розшук (в корпусі на Гороховій, 14).
 — Далі житловий будинок.
 — На початку 1970-х років було передано Ленінградській телефонній мережі.
- Горохова вулиця, 15 — Будівля торгового дому «Есдерса й Схеффальс». 1905. Швацька фабрика ім. В. Володарського.

Нині Фабрика одягу, 1905—1907 роки, архітектори Костянтин де Рошефор, Володимир Липський Стиль — модерн
 — У першій половині 18 століття ділянканалежала В. Я. Новосильцеву.
 — У 1746 році ділянку було розділено.
 — В середині 18 століття володіння належало віце-президенту Юстиц-колегії Фрідріху фон Бремеру.
 — 1778 року ділянку було продано придворному шевцю Христіану Поппе.
 — У 1783 році дружина Поппе — Авдотья Федорівна продала будинок шевцю «тутешнього швацького цеху» Карлу Гейдеману.
 — Наступним власником був комерції радник, міський голова Микола Дмитрович Меншиков (від нього перейшов до сина, а потім до онука).
 — У 1842 році будинок був триповерховим. Було надано дозвіл побудувати балкон. Проект підписав архітектор Федір Габерцетель.
 — У 1860 році архітектор Цим проектує перештукатурення фасадів, будуються кам'яні служби у дворі.
 — У 1861 році за проектом архітектора Докушевського було влаштовано фотопавільйон (Фотоательє Іоганна Абрагамсона). 
 — З 1870 року в будинку знаходилась центральна гомеопатична аптека.
 — У 1890-х роках — гомеопатична лікарня. Одну з квартир винаймав лікар-гомеопат Флемінг.
 — У 1905 році бельгійський підданий С. Есдерс та нідерландський підданий Н. Схейфальс подали клопотання про дозвіл на будівництво п'ятиповерхової з мансардою будівлі для їхнього торгового дому на місці будинку № 15.
 — З 1906 року будинок зайняла фірма «Есдерс і Схейфальс» (продаж готових жіночих та чоловічих суконь).
 — У 1905—1907 роках побудовано новий будинок, архітектори де Рошефор, Володимир Липський. Металевий каркас будинку важив 70 000 пудів та був виготовлений заводом Тільманса.

Будівля прикрашена штукатурним декором, великі вікна, вузькі простінки, на трьох нижніх поверхах вікна прямокутні, на 4-му з півкруглою прикрасою й над вікнами зображено квіти, на 5-му — подвійні віконні отвори, на мансардному поверсі вікна — підковообразної форми. Також з боку Горохової вул. завершувався невисоким аттиком з іменами власників. Кутова вежа з куполом та шпилем утрачена.
 — Універсальний магазин «Au pont rouge» — «Біля Червоного мосту». 
 — Швацька фабрика ім. В. Володарського. У 1919 році Центральна швацька фабрика. З 1922 року їй надано ім'я комісара у справах друку, пропаганди й агітації В. Володарського (починав свою трудову діяльність кравцем). 1928 року з цеху пошиття дамського одягу фабрики ім. В. Володарського було створено фабрику «Більшовичка». З 13.04.1992 зареєстровано АТЗТ (нині ЗАТ) «Фабрика одягу Санкт-Петербург».
- Горохова вулиця, 16 — Набережна Мойки, 71 — Прибутковий будинок К. Б. Корпуса.

Збудовано у 1876—1878 роках за проектом Олександра Гешвенда. Стиль — еклектика
- Горохова вулиця, 17 — Будинок Х. Я. Таля

Стиль — класицизм. Початок 19 століття.
 — На початку 19 століття ділянку придбав купець Христофор Таль.
 — Була одноповерхова будівля (14 вікон). Два виступи цього будинку з'єднувала залізна огорожа з вінками.
 — У 1810 році — Англійське зібрання (переїхало з будинку № 19)

У клубі бували байкар Іван Крилов, архітектор Василь Стасов, поет Василь Жуковський. У 1822 році Англійський клуб переїхав.
 — У 1826 році — Третє відділення Власної Його Імператорської Величності канцелярії. Створено Миколою I, Главою було призначено графа Олександра Бенкендорфа.
 — У 1830-х роках — Розділення володіння спадкоємцями Таля. Перепланування ділянки, нові будівлі.
 — В 1840-х роках — Корпус жандармів і Головна імператорська контора. Третє відділення переїхало на Фонтанку.
- Горохова вулиця, 18 — Училище глухонімих. Комплекс пам'ятників: Виховальний будинок Імператорський (Російський державний педагогічний університет імені О. І. Герцена). Будинок Бутурліна.

(Кінець 18 століття) 1760-ті роки, архітектор (ймовірно) Т. Томон. Перебудовувалось у 1817—1820 роках, архітектор Доменіко Квадрі; 1844—1847 роки, архітектор Петро Плавов. Стиль — класицизм
 — Ділянка належала Мусіним-Пушкіним. Після страти Платона Івановича Мусіна-Пушкіна ділянка перейшла до його родича Аполлоса Епафродитовича Мусіна-Пушкіна (не забудовано).

Указом Єлизавети Петрівни ділянку у нього відняли й передали Бутурліну.
 — На початку 1770-х років син Бутурліна — Петро Олександрович звів кам'яний будинок. (стиль — ранній класицизм).
 — 1797 року Дмитро Петрович Бутурлін продає ділянку купцю Кусовнікову.
 — Композитор Михайло Глинка (1804—1857) жив у 1848—1849 роках в цьому будинку у свого зятя Віктора Флері (директора Училища глухонімих)
 — Письменник, журналіст, видавник, філолог, таємний радник (1843), член-кореспондент Петербурзької Академії Наук (1827) Микола Греч (1787—1867) жив у цьому будинку
 — У 1817 році для першого в Росії Училища глухонімих будинок було викуплено до казни у купчихи Кусовкіної.
 — У 1820 році Санкт-Петербурзьке училище глухонімих перевели до придбаної волею Марії Федорівни й перебудованої будівлі біля Червоного мосту, включеної до комплексу Санкт-Петербурзького Виховательського будинку.
 — Церква апостолів Петра й Павла при Імператорському училищі глухонімих (за проектом того самого Плавова) була закладена 29.06.1844 на третьому поверсі, у центральній частині корпусу на Гороховій
 — У 1844—1847 роках будинок перебудували за проектом П. С. Плавова (надбудовано четвертий поверх, проведено внутрішнє перепланування, центр прикрашено 9-ма напівколонами).
 — У 1901 році Опікунство імператриці Марії Федорівни глухонімими відкрило амбулаторію. Керував нею Богданов-Березовський, працювали лікарі Лійк та Шумахер
 — Педагогічний університет ім. Герцена. В будівлі розташовувався історичний факультет Ленінградського Педагогічного інституту ім. Герцена.
 — У 1996 році Державний педагогічний університет імені Герцена повернув приміщення церкві.
- Горохова вулиця, 19 — Будинок Х. Я. Таля. Маєток графа П. Скавронського

(кінець 18 століття) 1834, архітектор Олександр Пель. Стиль — еклектика
 — Наприкінці 18 століття на ділянці знаходився маєток графа Павла Скавронського (внучатого племінника Катерини I).
 — У 1778 році Скавронський здав будинок Англійському зібранню. У 1810 році Англійське зібрання переїхало до сусіднього будинку № 17.
 — У 1820-х роках будинок купив купець Христофор Таль.
 — У 2001 році будинок включено до «Переліку знову виявлених об'єктів, що являють історичну, наукову, художню чи іншу культурну цінність».
 — Меморіальна дошка «Вишина води 7-го листопада 1824 року» вирублена на цоколі будівлі.
- Горохова вулиця, 20 — будівля Олександрівської жіночої гімназії. Будівля жіночої гімназії та дитячого притулку при Санкт-Петербурзькому Виховательському будинку. Школа № 211 ім. П'єра де Кубертена.

Зведено у 1870—1871 роках за проектом архітектора Павла Нотбека 
 — Ділянка належала цукрозаводчику Жадимировському.
 — У 1820-х роках будинок було придбано казною у купчихи Жадимировської й передано Виховательському будинку (у його підпорядкуванні знаходилось Училище глухонімих).
 — У 1871—1917 роках Олександрівська жіноча гімназія.
 — У 1903—1906 роках у приміщенні Виховательського будинку розміщався Жіночий педагогічний інститут.
 — У 1908 році приватні жіночі вищі історико-літературні та юридичні курси Раєва (мали назву Вільного університету).
 — У 1920-х роках було утворено 11-ту трудову школу, наприкінці 1920-х років — 38-ма фабрично-заводська дев'ятирічка, потім десятирічна школа № 27.
 — З 1945 року — чоловіча школа № 211.
 — У 1950-х роках — середня загальноосвітня школа № 211.
 — У 1962 році школа стала Фізико-математичною (набирались лише 9—10 класи).
 — З 1990 року змінився директор і школа отримала статус середньої загальноосвітньої школи № 211 (з поглибленим вивченням французької мови).
 — У 1998 році школа стала асоційованим членом Російського державного педагогічного університету імені Герцена.
 — У 2000 році школі надано ім'я П'єра де Кубертена.
 — У 2001 році будинок включено до «Переліку знову виявлених об'єктів, що являють історичну, наукову, художню чи іншу культурну цінність».

Випускниками цього закладу були:

Народний артист Владислав Стржельчик, кінорежисер Юрій Мамін, ведучий телепрограми «Взгляд» Володимир Мукусєв, голова Державної Думи Борис Гризлов, директор ФСБ Росії Микола Патрушев, заступник директора ФСБ Росії Сергій Смирнов, повпред президента Георгій Полтавченко, тренер збірної Росії з дзюдо Олександр Корнеєв, міністр інформаційних технологій та зв'язку Леонід Рейман.

### 21—30
- Горохова вулиця, 21 — Житловий будинок — Нині 5 поверхів. Два балкони.  [Архівовано 21 квітня 2013 у Wayback Machine.]
- Горохова вулиця, 22 — У 1912 році Опікунство імператриці Марії Федорівни за глухонімими організувало Бюро для наведення довідок про сімейне та матеріальне становище приватних глухонімих, що звертались по допомогу (за адресою Горохова вул., 22) завідувач — Язиков — Поліграфічна Фабрика № 2
- Горохова вулиця, 23 — Прибутковий будинок.

У 1899—1900 роках перебудовано, архітектор Батуєв
 — У другій половині 19 століття було надбудовано мансарду
 — У 1905 році в будинку № 23 утворено профспілку обробників деревини
 — Меморіальна дошка «Пролетарі усіх країн, єднайтесь! 1905–ХХ–1925. У цьому будинку (5-й поверх, кв. 50) 12 листопада 1905 року відбувалось перше зібрання союзу обробників деревини. Ленінградський підрайком союзу обробників деревини. 2–I–26 р.» 1926 р. Матеріал — мармур
- Горохова вулиця, 24 — Прибутковий будинок Івана Чорткова.

Кінець 18 століття. 1840 року перебудований та надбудований, архітектор Олександр Пель. Початок 20 століття — змінено інтер'єри. Стиль — класицизм.
 — На початку 17 століття ділянка належала корчмарю Норштрейну та його нащадкам.
 — У 1780-х роках територія перейшла до власниці фабрики гральних карт Анни Дюпон. Кам'яний будинок.
 — Наступний власник — придворний лікар Єгор Торсберг.
 — У 1833 році співак, композитор й учитель співу Іван Рупін винаймав квартиру (автор пісень «Вот мчится тройка удалая», «Не шуми, мати, зелёная дубравушка», «Ах, не одна-то во поле дороженька»). 
 — У 1840 році хазяїн будинку Іван Чортков (1796—1865). Архітектор Олександр Пель надбудовує два поверхи збоку Горохової вул. і третій поверх з боку каналу.
 — 1850 року будинок перейшов (у спадок) до Олени Шувалової (у першому шлюбі Орлова-Денисова).
 — У 1874 році архітектор М. Шендека перебудував сходи та збільшив вікна підвального поверху.
 — У 1888 році було збудовано нові сходи до горища (з негорючих матеріалів).
 — У цьому будинку знаходились: чайний і годинниковий магазини, м'ясна та свічкова лавки, позолотна майстерня, перукарня, літографія Гейндріхсена й друкарня Еттінгера, портерна Дурдіна, крамниця молочних продуктів Сумакових, ювелірна майстерня Бланка й аптека Пеля (засновники Василь Пель та його син Оскар Пель).
 — У 1897 році власник будинку Василь Лапшин («сірниковий король»)
 — У 2001 році будинок включено до «Переліку знову виявлених об'єктів, що являють історичну, наукову, художню чи іншу культурну цінність».
- Горохова вулиця, 25 — Будинок І. Штрауха

Друга половина 18 століття, розширено — перша чверть 19 століття
 — У 2001 році будинок включено до «Переліку знову виявлених об'єктів, що являють історичну, наукову, художню чи іншу культурну цінність».
 — Розпорядженням комітету з державного контролю використання й охорони пам'яток історії та культури від 21.07.2009 № 10-22 будівлю включено до Єдиного державного реєстру об'єктів культурної спадщини (пам'яток історії та культури) народів Російської Федерації як об'єкт культурної спадщини регіонального значення.
- Горохова вулиця, 26 — Будинок Граббе. Прибутковий будинок Котоміна

Середина 18 століття. У 1750-х роках, 1838 року надбудовано, архітектор Августин Камуцці, 1956 року реконструйовано. Стиль — бароко.

Підлягав численним перебудовам, але зберіг основні риси. Головний фасад (з боку каналу) відрізняється багатим архітектурним оформленням.

Фасад оформлено коринфськими пілястрами, вікна оточено барочними наличниками, на стінах декоративні деталі.
 — Зведено у 1750-х роках (мав 3 поверхи).
 — Одним з перших власників був Граббе.
 — У 1810—1820-х роках в будинку знаходився трактир «Біля Кам'яного мосту».
 — У 1838 році надбудовано четвертий поверх. Внутрішнє оздоблення будинку не збереглось. (архітектор Камуцці).
 — У1956 році проводилась реконструкція із заміною частини перекриттів.
- Горохова вулиця, 27 — Прибутковий будинок

1859 року перебудований та розширений, архітектор Григорій Карпов
- Горохова вулиця, 28 — Прибутковий будинок

Кінець 18—початок 19 століття. Стиль — класицизм.
- Горохова вулиця, 29 — Будинок Я. П. Олив'є. Фабрика орденів та відзнак Д. І. Осипова

1840 р., архітектор Олександр Пель (1809—1902). Стиль — еклектика
 — Фабрика орденів та відзнак Д. І. Осипова (заснована 1856 року). У 1905 році перейшла до фірми «А. К. Адлер & Ко»
 — Трест № 36 Головзахбуду.
 — Управління виробничо-технологічною комплектацією (створено 1968 року).
 — У 2001 році будинок включено до «Переліку знову виявлених об'єктів, що являють історичну, наукову, художню чи іншу культурну цінність».
- Горохова вулиця, 30 — Прибутковий будинок.

Зведено у 1837 році за проектом Василя Моргана. Стиль — класицизм.
 — У 2001 році будинок включено до «Переліку знову виявлених об'єктів, що являють історичну, наукову, художню чи іншу культурну цінність».
 — Наказом від 15.09.2006 № 8-112 виключено зі списку.

### 31—40
- Горохова вулиця, 31 — Будинок Растєряєвої. Прибутковий будинок.

Надбудова та розширення 1869 року — Гаральд Боссе молодший. Стиль — еклектика 
 — Товариство допомоги прикажчикам та сидільцям у Санкт-Петербурзі знаходилось у будинку Растєряєвої — б. 31 Гороховою з 1866 року (з 1900 — у будинку Воденікова, що стояв навпроти).
- Горохова вулиця, 32 — Прибутковий будинок Яковлєва

1875—1876 рр., архітектори Олександр Гронвальд, Василь Кенель (перебудував). Стиль — еклектика
 — У другій половині 19 століття надбудовано один поверх.
- Горохова вулиця, 33 — Будинок Адельсон

Кінець 18 століття. 1800, на початку 19 століття розширений, у 1900—1910 роках частково перебудований. Стиль — класицизм 
 — Одним із власників був «тютюновий король» Жуков
 — У 2001 році будинок включено до «Переліку знову виявлених об'єктів, що являють історичну, наукову, художню чи іншу культурну цінність».
- Горохова вулиця, 34 — Прибутковий будинок Растєряєвої. Прибутковий будинок купця Жукова

Кінець 18—початок 19 століття. 1843 р. архітектор Ланге надбудував, 1845 року архітектор Гребінка змінив фасади
 — Одним із власників був «тютюновий король» Жуков
 — У 1843 році архітектор Ланге надбудував будинок
 — У 1845 році архітектор Гребінка змінив фасади
 — У 2001 будинок включено до «Переліку знову виявлених об'єктів, що являють історичну, наукову, художню чи іншу культурну цінність».
- Горохова вулиця, 35 — Прибутковий будинок

1830—1840-ті роки, архітектор Глама, 1872 року архітектор Мюллер (Міллер) перебудував. Стиль — еклектика
- Горохова вулиця, 36 — Прибутковий будинок

1877 р., архітектор Ієронім Кітнер перебудував ліву частину. Стиль — еклектика
- Горохова вулиця, 37 — Будинок

Три поверхи.  [Архівовано 21 квітня 2013 у Wayback Machine.]. Фасад спотворений пластиковими вікнами, ще й з різним склом.
- Горохова вулиця, 38 — Будинок В. Мадерні

Кінець 18—початок 19 століття, архітектор Франсуа Д. Стиль — класицизм
 — 1858 року архітектор Д. Франсуа збудував скульптурну майстерню у дворі
 — У 2001 році будинок включено до «Переліку знову виявлених об'єктів, що являють історичну, наукову, художню чи іншу культурну цінність».
- Горохова вулиця, 39 — Будинок Шлегель

1838 р., архітектори Брюн та Вісконті. Стиль — еклектика
 — У 2001 році будинок включено до «Переліку знову виявлених об'єктів, що являють історичну, наукову, художню чи іншу культурну цінність».
- Горохова вулиця, 40 — Будинок Васильєвих.

Перша чверть 18 століття. Стиль — класицизм.

Триповерховий будинок, до якого примикають чотириповерхові дворові корпуси, збудовані у 1832 році. Головний фасад простий і скромний, зберігся до нашого часу, за винятком вікон першого поверху, неодноразово перероблялись.
 — Комерційне училище Товариства трудового виховання
 — Дзеркальне виробництво Безбородько. 1922 р.

### 41—50
- Горохова вулиця, 41 — Будинок Дуришкіна

Кінець 18 століття, 1863 р., архітектор Гамазов. Стиль — еклектика
 — У письменника Федора Михайловича Достоєвського (1821—1881) «Будинком Рогожина» вважають будинок на Гороховій вул., 41
 — У 2001 році будинок включено до «Переліку знову виявлених об'єктів, що являють історичну, наукову, художню чи іншу культурну цінність».
- Горохова вулиця, 42 — Прибутковий будинок — У 1870 році надбудований архітектором Михайлом Нейгаузеном
 — У 1905 році в будинку 42 утворено профспілку корчмарів
 — Меморіальна дошка «У цьому будинку у 1905—1906 роках розміщувалась профспілка корчмарів трактирного промислу міста С.-Петербурга. Лен. Губ. відділ проф. спілки працівників народного харчування та гуртожитків СРСР. 13–XII–25». 1925 р. Матеріал — мармур
 — На початку 20 століття тут була друкарня акціонерного товариства «Народ і праця»
- Горохова вулиця, 43 — Будинок Дуришкіна

Кінець 18—початок 19 століття, 1865 р., архітектори Мельников, Еммануїл Юргенс, Гамазов 
 — Спеціалізований молочний магазин (кінець 19 століття)
 — Музичний магазин «Товариства Винокуров та Синицький»
 — Ресторан «Васильєв»
м — Ресторан «Ростов-на-Дону»
 — Товариство взаємного кредиту при Петроградській фруктовій, чайній, винній, та рибній біржі 
 — У 1934 році бібліотека імені Олександра Грибоєдова (у колишньому приміщенні ресторану «Ростов-на-Дону»)
 — У 1950-х роках — пивна, потім пиріжкова
 — У романі Ф. М. Достоєвського «Ідіот» у цьому будинку купець Рогожин зарізав Настасью Филипівну 
 — У 2001 році будинок включено до «Переліку знову виявлених об'єктів, що являють історичну, наукову, художню чи іншу культурну цінність».
- Горохова вулиця, 44 — Прибутковий будинок

1871 р., архітектор Іван Маас перебудував
- Горохова вулиця, 45 — Будинок Сави Яковлєва

1756 р., 1780-ті роки, 1913 р. Стиль — класицизм

Фасад (на Садову вул.) виділений колонадою, бічний прикрашено пілястрами, на розі — напівкругла лоджія
 — Власник купець Сава Яковлєв (Собакін) (у 1762 році зведений до спадкового дворянства імператором Петром III)
 — Далі будинком володів крупний купець 1-ї гільдії, комерції радник Олександр Воденіков
 — У 1810 році відкрито майстерню з виготовлення мармурових та гіпсових виробів (належала брату італійського скульптора П. Тріскорні — А. Тріскорні)
 — Була живописна майстерня художників Медичі й Турічеллі
 — На початку 19 століття були ваксельна, міняльна й воскова лавки, магазини меблів, бронзових виробів, скляного посуду, мод, булочна, цирульня та винний погреб
 — Контора Ленінградської ділянки тресту «Риббуд» міністерства рибного господарства СРСР (ділянку засновано 1970 року)
- Горохова вулиця, 46 — Прибутковий будинок.

Перебудова 1871—1872 — архітектори Віктор Шретер, Ієронім Кітнер.
 — У 1970 році була Пересувна механізована колона № 5 (ПМК-5) тресту Головленінградбуду
- Горохова вулиця, 47 — Ансамбль будівель компаній для зберігання закладу важких рухомостей (Ломбард). Меблевий комбінат «Нева» Філія № 2. Швацьке об'єднання «Труд»

1-ша половина 19 століття. 1857 г., архітектор Іван Слупський, у 1872—1874 та 1876—1877 роках перебудовувався, архітектор Павло Сюзор, 1883 року розширив архітектор Микола Басін (склади Компанії у дворі), 1912 року архітектор Владислав Карпович (фасад першого поверху). Флігелі (1801, 1803)
 — У 1840 створено «Компанію для зберігання та закладу різних рухомостей і товарів»
 — Публічний будинок. Притон із 7 жінками, сеанс у ньому коштував 5 карбованців.
 — Перебудований у 1870-х роках, архітектор Павло Сюзор, й у 1912 році.
 — 1857 р., архітектор Іван Слупський
 — 1872—1874 роки, 1876—1877 роки перебудовувався, архітектор Павло Сюзор
 — 1883 року розширив архітектор Микола Басін (склади Компанії у дворі)
 — 1912 р. архітектор Владислав Карпович (фасад першого поверху)
 — У 1929 році будівлю передано під фабрику м'яких меблів
 — Швацьке об'єднання «Труд». Управління й один з його цехів (засновано 1945 року)
- Горохова вулиця, 48 — Будинок Н. Галібіна

Перша половина 19 століття, 1854 року перебудували архітектори Буятті й Гребінка. Стиль — класицизм
 — Будинок купця Миколи Галібіна
 — Був триповерховим. У 1854 році перебудований, змінено фасади, надбудовано четвертий поверх (архітектори Буятті та Гребінка)
 — У 1829 році тут жив Микола Васильович Гоголь
 — На початку 20 століття у будинку було відкрито «Друкарню Лур'є»
- Горохова вулиця, 49 — Будинок при словолитні й складах Лемана — Склади пляшкового скла Севєрова (двір). У 1859—1860 роках архітектор Микола Сичов
 — Будівлі словолитні й складів Лемана (двір). У 1890—1891 роках перебудував і розширив архітектор Андреєв
 — Будинок при словолитні й складах Лемана. У 1905—1906 роках добудовано, архітектори Козловський та Макаров
 — СМУ-58 тресту № 33 Спецбуду Головзахбуду
- Горохова вулиця, 50 — Будинок Куканової (Кладо)

У 1831—1832 роках, архітектор Мельников. Стиль — класицизм

Фасад з колонадою на рівні другого та третього поверхів і широкий балкон на четвертому поверсі
 — Ділянка належала купчині Кукановій
 — У1830-х роках був Комітет для будівель та гідравлічних робіт
 — У 1831—1832 роках, архітектор Мельников прибудував ще корпус

### 51—60
- Горохова вулиця, 51 — Прибутковий будинок

1880 рік архітектори Олександр Гронвальд та Мельников, перебудовано
- Горохова вулиця, 52 — Будинок/маєток купця Глєбова. Казарми місцевих військ. Казарми лейб-гвардії Московського полку

У 1787—1790 роках, архітектор, ймовірно, Волков, у 1798—1803 роках архітектор Захарова. Стиль — класицизм. Пам'ятка архітектури федерального значення

Чотири поверхи, арка, балкон над аркою  [Архівовано 21 квітня 2013 у Wayback Machine.]. Фасад (на Фонтанку) прикрашений колонадою з 8-ми тосканських, наближених попарно колон, раніше між ними знаходились три проїзди
 — Суконна фабрика Глєбова
 — Казарми місцевих військ
 — Казарми лейб-гвардії Московського полку
 — У 1798—1803 роках будинок перейшов до казни, був перебудований та прилаштований під казарми. Добудовані великий корпус казарм та два симетричних дворових флігелі
 — З 1817 року до кінця 19 століття тут дислокувався лейб-гвардії Московський полк (меморіальна дошка офіцерам-декабристам)
 — Меморіальна дошка «Тут розміщувались казарми лейб-гвардії Московського полку, солдати якого на чолі з декабристами Бестужевим-Марлинським, Бестужевим і Щепіним-Ростовським, першими вийшли на Сенатську площу у день повстання проти самодержав'я 14 (26) грудня 1825 р.»
 — Церква святого Архангела Михаїла лейб-гвардії Московського полку (освячено 27.04.1815). Образи для іконостасу написані Вігі, Яненком, Сухих
 — Пізніше маєток купив однофамілець Глєбова (ярославський купець) й відкрив у будівлі Суконну фабрику
 — У 1798—1803 роках будинок перейшов до казни
 — У 1798—1803 роках перебудований, (спостерігала) архітектор Захарова
 — У 1917 році — Центральне правління Петроградського союзу металістів
 — Нині Школа-студія Театру юних глядачів, обласний військкомат й ін.
 — Розпорядженням Уряду РФ від 19.05.2009 № 680-р будівлю включено до Переліку об'єктів культурної спадщини федерального значення
- Горохова вулиця, 53 — Будинок

Чотири поверхи, балкон. Стиль — еклектика
- Горохова вулиця, 54 — Прибутковий будинок

1870 року перебудував архітектор Гун 
 — У цьому будинку жили: архітектор Василь Стасов та його син мистецтвознавець Володимир Стасов (1831—1838)
- Горохова вулиця, 55 — Прибутковий будинок

Зведений 1846 року. 1880 р., архітектор Ланге. Стиль — неокласицизм
- Горохова вулиця, 56 — Прибутковий будинок

У 1879—1880 роках перебудували архітектори Гронвальд та Мельников 
 — У цьому будинку жив латиський композитор Язепс Вітолс (1895—1918)
 — Меморіальна дошка «У цьому будинку з 1895 до 1918 року жив і працював професор Петербурзької консерваторії, засновник латиської класичної музики Язепс Вітолс. 1988», Портрет, підпис Я. Вітолса й дати його життя «1863–1948». 1988 р. Скульптор Кедіс. Матеріал — бронза
- Горохова вулиця, 57 — Будинок Яковлєвих. Будинок Євментьєва

У 1780—1790-х роках, 1856 р., архітектор Феррі-де-Піньї. Стиль — класицизм

Початок 19 століття. Фасад, що виходить на р. Фонтанку не підлягав змінам, у 1856 році було перероблено центральну частину будівлі, що виходить на Фонтанку, у 1870 році змінено розміри вікон першого поверху. Збереглись круглі сходи, що являють художній інтерес у планувальному відношенні. У 1948 році було здійснено реставраційний ремонт і фарбування фасаду. Кам'яний триповерховий будинок, прибуткового типа. Фасад оброблено колонним портиком і фронтоном.
Будівля № 81/57 на набережній річки Фонтанки частина архітектурного комплексу (проект Квасова, 1762), побудовано у першій чверті 19 століття (ділянка належала спадкоємцям Сави Яковлєва).
Фасад з боку набережної річки Фонтанки без значних переробок. У 1856 році було зведено центральну частину будівлі з боку вулиці Горохової). До 1863 року будинком володіли Яковлєви. Частина будинку вони продали. У 1913—1917 роках будинок належав Євментьєву, тоді ж була спроба перебудувати будинок (не здійснено).
— У 1780—1790 роках на місці заводу Ельмзеля було зведено будинок для купця Яковлєва.
 — У цій будівлі знаходиться улюблене «тусувальне» місце молоді 1980-х — знаменита «Ротонда».
- Горохова вулиця, 57А — Будівля школи. Ленінградський обласний коледж культури й мистецтва.

Стиль — конструктивізм, 1940, архітектор Лазар Хідекель
 — Школа, 1940, архітектор Лазар Хідекель 
 — Ленінградський обласний коледж культури й мистецтва. 
 — У 2001 році будинок включено до «Переліку знову виявлених об'єктів, що являють історичну, наукову, художню чи іншу культурну цінність».
 — Пам'ятник Ользі Берггольц (1910—1975). 1988. Скульптор Ніна Сухорукова. Відкрито 16.05.1988.
Матеріали: вапняк — скульптура, постамент; бронза — плінт скульптури, текстова дошка; штучне каміння — стела. Текст дошки: Ольга Берггольц. Текст на стелі: рос. Из недр души я стих свой выдирала, Не пощадив живую ткань её. На пропозицію скульптора Михайла Анікушина статую встановили у дворі Ленінградського обласного коледжу культури й мистецтва.
Висота постаменту — 0,8 м. Висота скульптури — 1,1 м.
- Горохова вулиця, 58 — Прибутковий будинок

1878 року перебудував архітектор Ланге. Стиль — неокласицизм
- Горохова вулиця, 59 — Будинок Устинова. Будинок Петрових

У 1817—1822 роках, архітектор Шарлемань. 1-й дворовий корпус. Стиль — класицизм

Перша чверть 19 століття. Фасади перебудовам не підлягали. Кам'яний чотириповерховий на цоколі житловий будинок прибуткового характеру. Раніше на цій ділянці були два двоповерхових будинки. Один виходив на Горохову вул., інший — на набережну річки Фонтанки. Обидва належали Братам Устиновим. Більшість сходів зберегли первинну конструкцію.
 — До 1820-х років зведено один чотириповерховий Прибутковий будинок (оформив Семенівську площу).
 — У 1822 році збудовано круглий корпус у середині двору (архітектор Шарлемань).
 — У 1858 році прибудовано засклену кам'яну галерею (за проектом архітектора Варгіна).
 — У 1861 році до круглого дворового корпусу прибудували триповерховий корпус.
 — У 1882 році переробили вікна на першому поверсі дворових корпусів.
 — У 1857—1917 роках належав Петрову.
 — У 1953 році здійснювався ремонт покрівлі та частковий ремонт міжповерхових перекриттів.
- Горохова вулиця, 60 — Будинок

Чотириповерховий будинок. В центрі арка.  [Архівовано 21 квітня 2013 у Wayback Machine.]

### 61—70
- Горохова вулиця, 61 — Будинок Дернової

1901—1902 роки, архітектор Іорс. Стиль — еклектика
 — У цьому будинку жив мореплавець Юрій Лисянський (1809—1812)
 — У 2001 році будинок включено до «Переліку знову виявлених об'єктів, що являють історичну, наукову, художню чи іншу культурну цінність».
- Горохова вулиця, 62 — Прибутковий будинок

1882 р., архітектор Мельников
- Горохова вулиця, 63 — (Горохова вул., 63/Великий Козачий провулок, 2). Бізнес-центр — Будинок «ПетербургГАЗ». Був Прибутковий будинок — будівлю втрачено

2009 р., архітектор Пітанін, (Бізнес-центр класу А)
 — Прибутковий будинок. 18 століття.
 — 1870-ті роки (1871—1879 роки) перебудований (став чотириповерховим)
 — 1980-ті роки — знесений 

У 1774 році відведено ділянку для Ірини Григорівни (дружини чиновника Головної поліції Петра Наумовича Вязміна). Було побудовано кам'яний будинок. У 1782 році будівлю придбав Василь Цигоров (секретар Державного банку для дворянства). По його смерті будинок перейшов до Сильвестра Малиновського (чоловіка його дочки Анни). По його смерті у 1851 році будинок перейшов до інших рук.
 — Архітектор Василь Стасов жив у цьому будинку 1831 року (потім переїхав до будинку № 54)
 — У 1874 році будинком володів Василь Петров (потомствений почесний громадянин Петербурга)
 — У 1870-х роках у центрі будівлі над під'їздом було споруджено балкон з металевими ґратами
 — У 1914 році будинок належав Степанову, було створено проект реконструкції (архітектор Гінгер)
 — У 1976 році було проведено обстеження будівлі
- Горохова вулиця, 64 — «Будинок Распутіна». У цьому будинку 1916 року проживав Григорій Распутін. Прибутковий будинок Бадаєвої й Тимофєєвої

У 1901—1902 роках, архітектор Фащевський, стиль — еклектика
 — Квартира, у якій жив Распутін, знаходиться на 2 поверсі, вхід з двору. З цієї квартири Распутін вирушив у свою останню путь.
 — Будівлю включено до «Переліку знову виявлених об'єктів, що являють історичну, наукову, художню чи іншу культурну цінність» у 2001 році.
- Горохова вулиця, 65 — Прибутковий будинок

1859 р., архітектор Дмитревський, стиль — еклектика
- Горохова вулиця, 66 — Будинок Домонтовичів

1-ша чверть 19 століття. Замкове каміння вікон має ліпні прикраси. Кам'яна триповерхова будівля — типу маєтку. Цоколь з вапняку. У 1825 році двоповерховий дворовий флігель було надбудовано одним поверхом, у 1857 році з боку двору на фасаді здійснено дрібні переробки, у 1896 році була спроба перебудови будівлі (не здійснено). Будівля зберегла свій первинний вигляд. Стиль — класицизм.

Балкон на гранітних кронштейнах. Балконні двері у вигляді порталу з двох іонічних пілястр, увінчаних невеликим фронтоном. Збереглись ліпні карнизи, кахляні печі зі скульптурним декором.
 — Власницею ділянки була Прасковья Тимофіївна Мохова.
 — Місце було виділено для будівництва дому від Головної Поліції.
 — У 1784 році Мохови заклали, а потім продали будинок вдові комісара Катерині Чулковій.
 — У 1797 році він належав полковниці Катерині Воронковій.
 — Наступними власниками ділянки були полковник Васильєв й купець Клінін.
 — Потім володіла родина Домонтовичів (близько 60 років).
 — У 1840-х роках жили письменник, драматург Нестор Кукольник (1809—1868).
 — Жив поет Ігор Северянин.

1873 року у віці 83 років померла власниця будинку Єлизавета Варламівна. У 1874 році спадкоємцями стали все її чотири сини... У 1912 році Каменєв — генерал-майор. Каменєва володіла будинком до 1917 року.
 — Потім будинок націоналізували.
 — Пам'ятна дошка: Пам'ятка архітектури XIX століття. Будівлю зведено у 1820-х роках. Охороняється державою.
- Горохова вулиця, 67 — Прибутковий будинок

У 1898—1899 роках перебудований, архітектор Архангельський. Стиль — еклектика
- Горохова вулиця, 68 — Прибутковий будинок

1882 р., архітектор Шестов.
- Горохова вулиця, 69 — Прибутковий будинок

Чотири поверхи. Балкон. Стиль — еклектика
- Горохова вулиця, 70 — З'їжджий будинок третьої Московської частини (втрачено). Житловий будинок «Статський радник». Бізнес-готель «Статський радник»

2007 р., архітектор Мамошин. Стиль — сучасний. Проект — ТОВ «Архітектурно-проектний центр Мамошина»

Будинок «елітного» житла. Вентильований фасад, панорамне засклення, нічне підсвітлення фасаду, оздоблення натуральним камінням й керамогранітом (1-й поверх)

### 71—79
- Горохова вулиця, 71 — Прибутковий будинок

1883 року перебудований, архітектор Грейфан. Стиль — еклектика
- Горохова вулиця, 73 — Прибутковий будинок

1885 р., архітектор Сергій Садовников, 1904 року перебудував архітектор Петро Батуєв. Стиль — еклектика
 — У другій половині 19 століття надбудований одним поверхом
- Горохова вулиця, 75 — Будинок

П'ять поверхів. Три балкони. Вхід по центру
- Горохова вулиця, 77 — Прибутковий будинок — Ділянку отримав Павло Леонтьєв (відставний кам'яних справ підмайстер) від Конюшеної контори
 — Його вдова продала будинок Матвію Шарухіну. Шарухіни володіли будинком понад 20 років
 — У 1800-х роках власником будинку був купець Шебанов
 — потім купчиха Матрона Алексєєва
 — 11.03.1838 будинок придбав священник Андрій Окунєв
 — по смерті Окунєва будинок перейшов до його дочок Марії та Олександри, далі Олександрі Андріївні (Григорович)
 — У 1863 році за проектом Федора Рудольфа будинок надбудували третім поверхом
 — У 1869 році будинок перейшов у спадок Володимиру Григоровичу та його сестрі Софії 
 — Був чайний магазин Блохіна
 — Був питний заклад Аленчікова
 — У 1874 році будинок належав Бабетті Штер
 — 1949 року надбудовано четвертий поверх
- Горохова вулиця, 79 — Заміський проспект, 39 — Прибутковий будинок Володимира Ратькова-Рожнова.

Первинний проект Віктора Шретера (1884), будівництво Леонтій Бенуа (1885—1886). Стиль — еклектика.

На 1 поверсі гідравлічна штукатурка, на решті імітується цегляна кладка, різні вікна на різних поверхах. Ліпний фриз й еркер прикрашають будівлю.
 — Жіноче патріотичне товариство. Школа графині Клейнміхель.
 — Вензель міського голови В. Ратькова-Рожнова на стіні будівлі.

### Мости
- Червоний міст — Через річку Мойку.

— 1808 р., 1813—1814 роки, архітектор Гесте, 1953 р., архітектори Блажевич та Ротач 

Довжина мосту 42 метри,

Ширина мосту 16,8 метри.

З'явився на Мойці у 1717 році.

У 1737 році міст перебудовано (інженер Герман ван Болес). 

У 1778 році міст з Білого було перейменовано на Червоний.

Наприкінці 18 століття знову підпав під реконструкцію.

У 1808—1814 роках дерев'яний міст замінено на чавунний (за проектом інженера Гесте) Металеві конструкції для мосту виготовили уральські заводи Демидова.

У 1953—1954 роках (за проектом інженера Блажевича) чавунні конструкції замінили сталевими.
- Кам'яний міст — Через канал Грибоєдова.

— Міст Катерининського каналу (нині каналу Грибоєдова), 1776 р., будівельник-інженер Борисов.

Довжина мосту 19,7 метри,

Ширина мосту 13,8 метри.

У 1752 році на місці Кам'яного мосту була дерев'яна свайна переправа, що носила назву «Середній міст».

У 1774—1778 роках з'явився кам'яний міст (за проектом інженера Назімова, під керівництвом інженера Борисова)

У 1880 році була закладена бомба, але підривати її не стали й міст зберігся (змова революціонерів з товариства «Народна воля», спроба замаху на життя імператора Олександра II)
- Семенівський міст — Через річку Фонтанку

Довжина мосту 52 метри,

Ширина мосту 19,5 метрів. 

Перша згадка про міст — 1717 р. (план)

У 1733 році було побудовано новий дерев'яний міст.

У 1788 році дерев'яний міст замінено на кам'яний.

У 1857 році Семенівський міст було реконструйовано (через старість, за проектом інженера Енрольда). 

У 1949 році була чергова реконструкція Семенівського мосту (за проектом та під керівництвом інженера Баженова й архітектора Носкова).

## Транспорт
На більшій частині Горохової вулиці, від Малої Морської вулиці до Заміського проспекту організовано тролейбусний рух.

## Об'єкти міського середовища
| Список об'єктів поряд із початком Горохової вулиці | Список об'єктів поряд із початком Горохової вулиці         | Список об'єктів поряд із початком Горохової вулиці | Список об'єктів поряд із початком Горохової вулиці | Список об'єктів поряд із початком Горохової вулиці | Список об'єктів поряд із початком Горохової вулиці                    |
| Номер будинку                                      | Опис                                                       | Архітектор                                         | Побудова                                           | Ілюстрація                                         | Координати                                                            |
| -------------------------------------------------- | ---------------------------------------------------------- | -------------------------------------------------- | -------------------------------------------------- | -------------------------------------------------- | --------------------------------------------------------------------- |
| До № 1                                             | Олександрівський сад                                       | Архітектор Андрій Квасов, ботанік Едуард Регель    | 1872—1874                                          | Частина саду біля проспекту                        | 59°56′13″ пн. ш. 30°18′34″ сх. д. / 59.93694° пн. ш. 30.30944° сх. д. |
| До № 1                                             | Фонтан Олександрівського саду                              | Микола Бенуа і Олександр Гешвенд за участі Мерца   | 1876—1877                                          | Фонтан на тлі Адміралтейства                       | 59°56′12″ пн. ш. 30°18′34″ сх. д. / 59.93667° пн. ш. 30.30944° сх. д. |
| До № 1                                             | Пам'ятник військовому діячу на північний захід від фонтану |                                                    | 2000-ні                                            |                                                    | 59°56′12″ пн. ш. 30°18′34″ сх. д. / 59.93667° пн. ш. 30.30944° сх. д. |
| До № 1                                             | Пам'ятник військовому діячу на північний схід від фонтану  |                                                    | 2000-ні                                            |                                                    | 59°56′12″ пн. ш. 30°18′34″ сх. д. / 59.93667° пн. ш. 30.30944° сх. д. |
| До № 1                                             | Пам'ятник військовому діячу на південний схід від фонтану  |                                                    | 2000-ні                                            |                                                    | 59°56′12″ пн. ш. 30°18′34″ сх. д. / 59.93667° пн. ш. 30.30944° сх. д. |
| До № 1                                             | Пам'ятник військовому діячу на південний захід від фонтану |                                                    | 2000-ні                                            |                                                    | 59°56′12″ пн. ш. 30°18′34″ сх. д. / 59.93667° пн. ш. 30.30944° сх. д. |
| До № 1                                             | Пам'ятник пуску Петербурзького трамваю                     |                                                    | 2005, 2007                                         |                                                    | 59°56′12″ пн. ш. 30°18′37″ сх. д. / 59.93667° пн. ш. 30.31028° сх. д. |
| Адміралтейський проспект                           |                                                            |                                                    |                                                    |                                                    |                                                                       |

| Список об'єктів з будинку № 1 до Мойки                   | Список об'єктів з будинку № 1 до Мойки                     | Список об'єктів з будинку № 1 до Мойки | Список об'єктів з будинку № 1 до Мойки | Список об'єктів з будинку № 1 до Мойки | Список об'єктів з будинку № 1 до Мойки                                |
| Номер будинку                                            | Опис                                                       | Архітектор                             | Побудова                               | Ілюстрація                             | Координати                                                            |
| -------------------------------------------------------- | ---------------------------------------------------------- | -------------------------------------- | -------------------------------------- | -------------------------------------- | --------------------------------------------------------------------- |
| № 2                                                      | Музей політичної поліції Росії                             | Джакомо Кваренгі                       | кінець XVIII століття                  |                                        | 59°56′11″ пн. ш. 30°18′38″ сх. д. / 59.93639° пн. ш. 30.31056° сх. д. |
| № 1-3                                                    | Здійснюється проект готельного комплексу на місці будівель |                                        |                                        |                                        |                                                                       |
| № 5                                                      | Прибутковий будинок С. В. Орлова-Давидова                  |                                        | XVIII століття                         |                                        |                                                                       |
| № 5                                                      | Прибутковий будинок С. В. Орлова-Давидова                  | Перебудова 1834                        |                                        |                                        |                                                                       |
| № 5                                                      | Прибутковий будинок С. В. Орлова-Давидова                  | Артур Грубе                            | Перебудова 1904                        |                                        |                                                                       |
| Мала Морська вулиця                                      |                                                            |                                        |                                        |                                        |                                                                       |

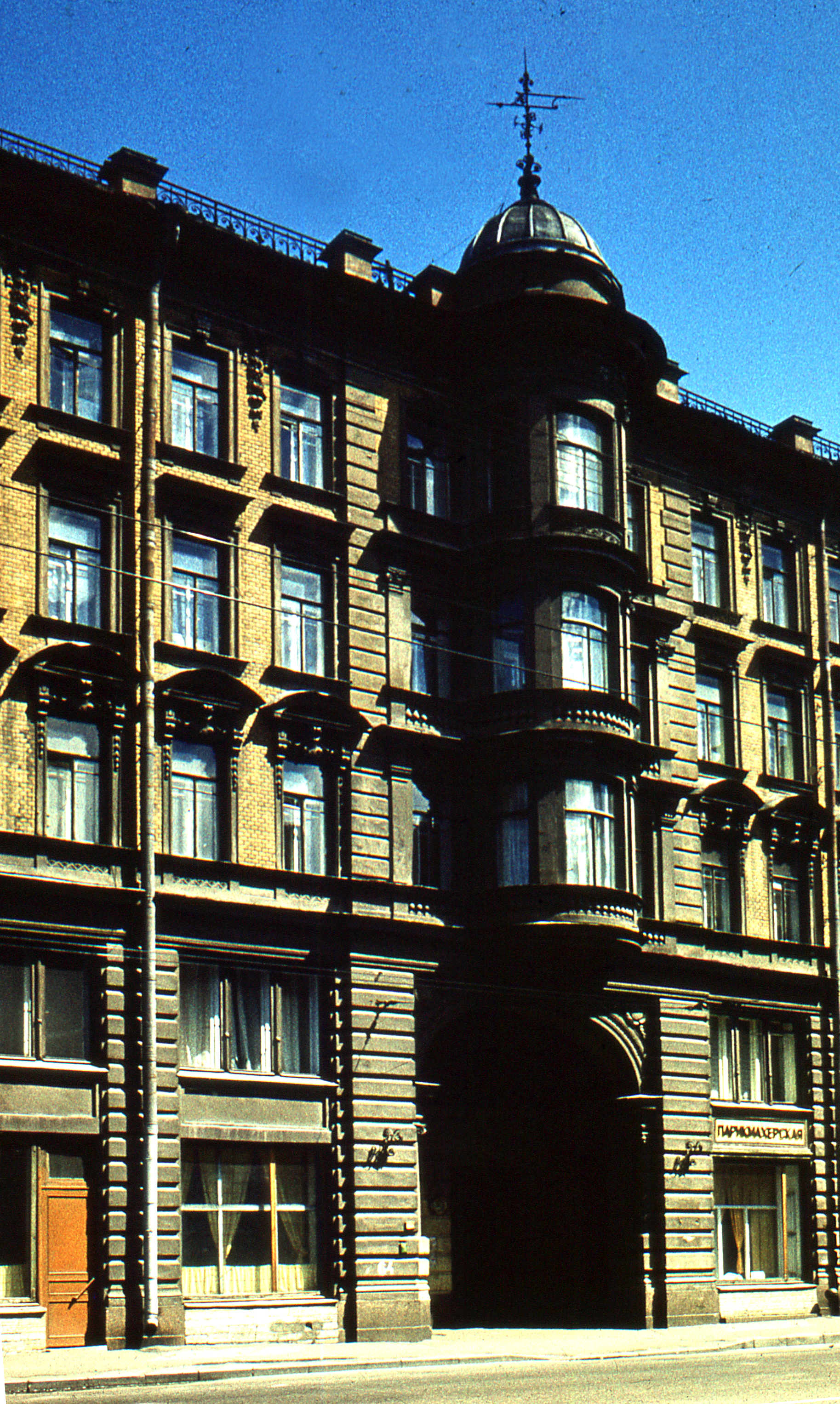
Будинок на Гороховій,
де проживав Распутін
(з вікнами у двір)

| - Горохова вулиця, д.№ 9 - Мала Морська вулиця, буд.№ 12 | Прибутковий будинок Жеребцової                             | Іполит Монігетті                       | 1852—1854                              |                                        | 59°56′05″ пн. ш. 30°18′42″ сх. д. / 59.93472° пн. ш. 30.31167° сх. д. |
| Велика Морська вулиця                                    |                                                            |                                        |                                        |                                        |                                                                       |
| № 16/ Набережна Мойки, 71                                | Прибутковий будинок Корпуса.                               | Олександр Гешвенд                      | 1876—1878                              |                                        |                                                                       |
| Набережна річки Мойки                                    |                                                            |                                        |                                        |                                        |                                                                       |
| № 16 — № 18                                              | Червоний міст                                              | Вільям Гесте                           | 1808—1814                              | Червоний міст                          | 59°55′58″ пн. ш. 30°18′55″ сх. д. / 59.93278° пн. ш. 30.31528° сх. д. |

| Список об'єктів від Мойки до Садової вулиці | Список об'єктів від Мойки до Садової вулиці                                         | Список об'єктів від Мойки до Садової вулиці | Список об'єктів від Мойки до Садової вулиці | Список об'єктів від Мойки до Садової вулиці | Список об'єктів від Мойки до Садової вулиці                           |
| Номер будинку                               | Опис                                                                                | Архітектор                                  | Побудова                                    | Ілюстрація                                  | Координати                                                            |
| ------------------------------------------- | ----------------------------------------------------------------------------------- | ------------------------------------------- | ------------------------------------------- | ------------------------------------------- | --------------------------------------------------------------------- |
| № 18                                        | Храм Петра й Павла                                                                  |                                             |                                             |                                             | 59°55′56″ пн. ш. 30°19′0″ сх. д. / 59.93222° пн. ш. 30.31667° сх. д.  |
| № 20                                        | Будівля Олександрівської жіночої гімназії, нині 211-та школа ім. П'єра де Кубертена | Павло Нотбек                                | 1870—1871                                   |                                             | 59°55′54″ пн. ш. 30°19′3″ сх. д. / 59.93167° пн. ш. 30.31750° сх. д.  |
| Казанська вулиця                            |                                                                                     |                                             |                                             |                                             |                                                                       |
| Набережна каналу Грибоєдова                 |                                                                                     |                                             |                                             |                                             |                                                                       |
| № 24 — № 26                                 | Кам'яний міст                                                                       | Проект — Назимов, будівництво — Борисов     | 1766—1776                                   | Кам'яний міст                               | 59°55′58″ пн. ш. 30°18′55″ сх. д. / 59.93278° пн. ш. 30.31528° сх. д. |
| № 31                                        | Прибутковий будинок                                                                 | Гаральд Боссе молодший                      | Надбудова та розширення 1869                |                                             |                                                                       |
| № 30                                        | Прибутковий будинок                                                                 | Василь Морган                               | 1837                                        |                                             |                                                                       |
| Садова вулиця                               |                                                                                     |                                             |                                             |                                             |                                                                       |

| Список об'єктів від Садової вулиці до Заміського проспекту | Список об'єктів від Садової вулиці до Заміського проспекту   | Список об'єктів від Садової вулиці до Заміського проспекту | Список об'єктів від Садової вулиці до Заміського проспекту | Список об'єктів від Садової вулиці до Заміського проспекту | Список об'єктів від Садової вулиці до Заміського проспекту            |
| Номер будинку                                              | Опис                                                         | Архітектор                                                 | Побудова                                                   | Ілюстрація                                                 | Координати                                                            |
| ---------------------------------------------------------- | ------------------------------------------------------------ | ---------------------------------------------------------- | ---------------------------------------------------------- | ---------------------------------------------------------- | --------------------------------------------------------------------- |
| № 46                                                       | Прибутковий будинок                                          | Віктор Шретер, Ієронім Кітнер                              | Перебудова 1871–1872                                       |                                                            | 59°55′34″ пн. ш. 30°19′32″ сх. д. / 59.92611° пн. ш. 30.32556° сх. д. |
| Набережна річки Фонтанки                                   |                                                              |                                                            |                                                            |                                                            |                                                                       |
| № 50 — № 52                                                | Семенівський міст                                            | Енрольд                                                    | 1856—1857                                                  | Семенівський міст                                          | 59°55′30″ пн. ш. 30°19′37″ сх. д. / 59.92500° пн. ш. 30.32694° сх. д. |
| Семенівська площа                                          |                                                              |                                                            |                                                            |                                                            |                                                                       |
| № 50 — № 52                                                | Сквер на Семенівській площі                                  |                                                            |                                                            |                                                            | 59°55′29″ пн. ш. 30°19′39″ сх. д. / 59.92472° пн. ш. 30.32750° сх. д. |
| Великий Козачий провулок                                   |                                                              |                                                            |                                                            |                                                            |                                                                       |
| № 66                                                       | Жив Григорій Распутін                                        |                                                            |                                                            |                                                            | 59°55′22″ пн. ш. 30°19′50″ сх. д. / 59.92278° пн. ш. 30.33056° сх. д. |
| № 61 — № 65                                                | Сквер на розі Горохової вулиці та Великого Козачого провулку |                                                            |                                                            |                                                            | 59°55′24″ пн. ш. 30°19′44″ сх. д. / 59.92333° пн. ш. 30.32889° сх. д. |
| № 79 /Заміський проспект, 39                               | Прибутковий будинок Ратькова-Рожнова                         | Первинний проект Віктор Шретер                             | 1884                                                       |                                                            |                                                                       |
| № 79 /Заміський проспект, 39                               | Прибутковий будинок Ратькова-Рожнова                         | Леонтій Бенуа                                              | 1885—1886                                                  |                                                            |                                                                       |
| За № 66                                                    | Забудований сквер                                            |                                                            |                                                            |                                                            | 59°55′20″ пн. ш. 30°19′54″ сх. д. / 59.92222° пн. ш. 30.33167° сх. д. |
| Заміський проспект                                         |                                                              |                                                            |                                                            |                                                            |                                                                       |

| Список об'єктів від Заміського проспекту | Список об'єктів від Заміського проспекту | Список об'єктів від Заміського проспекту                | Список об'єктів від Заміського проспекту | Список об'єктів від Заміського проспекту | Список об'єктів від Заміського проспекту                              |
| Номер будинку                            | Опис                                     | Архітектор                                              | Побудова                                 | Ілюстрація                               | Координати                                                            |
| ---------------------------------------- | ---------------------------------------- | ------------------------------------------------------- | ---------------------------------------- | ---------------------------------------- | --------------------------------------------------------------------- |
| Піонерська площа                         |                                          |                                                         |                                          |                                          |                                                                       |
| За № 79                                  | Пам'ятник Олександру Грибоєдову          | Скульптор Лішев                                         | 1959                                     |                                          | 59°55′17″ пн. ш. 30°19′57″ сх. д. / 59.92139° пн. ш. 30.33250° сх. д. |
| За № 79                                  | ТЮГ ім. Брянцева                         | архітектор Олександр Жук, консультант Олександр Брянцев | 1962                                     | Фасад ТЮГу                               | 59°55′11″ пн. ш. 30°20′06″ сх. д. / 59.91972° пн. ш. 30.33500° сх. д. |